# Eddie Axberg
Jan Eddie Axberg (nacido el 9 de julio de 1947) es un actor e ingeniero de audio sueco. 
Ha aparecido en más de 50 películas y programas de televisión desde 1959. En el 8.º Premio Guldbagge fue galardonado como el Mejor Actor por sus papeles en Los emigrantes y La nueva tierra.